# Der Hundertjährige, der aus dem Fenster stieg und verschwand (Film)
Der Hundertjährige, der aus dem Fenster stieg und verschwand  (Originaltitel: Hundraåringen som klev ut genom fönstret och försvann) ist eine schwedische Filmkomödie von Felix Herngren aus dem Jahr 2013, basierend auf dem gleichnamigen Roman von Jonas Jonasson. Kinostart in Deutschland war der 20. März 2014. 2016 wurde die Fortsetzung Der Hunderteinjährige, der die Rechnung nicht bezahlte und verschwand produziert.

## Handlung
Als ein Fuchs den geliebten Kater „Molotow“ des 99-jährigen Allan Karlsson tötet, bastelt Allan eine Sprengstoff-Falle, mit der er den Fuchs in die Luft jagt. Darauf wird er in ein Altersheim eingewiesen. Eine Stunde vor der offiziellen Feier seines 100. Geburtstags wird es Allan langweilig, er steigt aus dem Fenster und löst eine Busfahrkarte zum stillgelegten Bahnhof Byringe, weiter reicht sein Geld nicht. Ein junger Gangster, der dringend aufs Klo muss, nötigt ihn, kurz auf sein Gepäck aufzupassen, einen großen Rollkoffer. Derweil schaltet das Altersheim die Polizei ein. Ein begriffstutziger Inspektor nimmt Allans Verfolgung auf.
Rückblende 1:
Allan ist sein Leben lang angeschrien worden. Die Erste, die ihn anschreit, ist seine Mutter bei seiner Geburt. Sein Vater gründet später eine eigene Republik mitten in Moskau und wird erschossen. Er hinterlässt seiner Frau unter anderem ein Fabergé-Ei, das sie aus Unkenntnis dem Großhändler Gustavsson für wenig Geld überlässt. Allan entdeckt seine Leidenschaft für Sprengstoff. Seine Mutter stirbt an einer Lungenkrankheit.
Allan fährt mit dem Koffer im Bus nach Byringe und lernt dort den Bahnarbeiter Julius Jonsson kennen, der ihn zum Essen einlädt. Während Allan kurz das Haus durch die Hintertür verlässt, trifft der junge Gangster ein und verprügelt Julius. Allan schlägt ihn von hinten mit einem Holzhammer nieder. Sie sperren ihn in einen Kühlraum, brechen den Koffer auf und finden darin 50 Millionen schwedische Kronen. Da der junge Mann im Kühlraum randaliert, stellt Julius die Kühlung an.
Rückblende 2:
Der etwa 14-jährige Allan sprengt bei einem Experiment versehentlich den reich gewordenen Händler Gustavsson in die Luft und wird in die Psychiatrie eingewiesen. Jahre später wird er dort dem namhaften Rassenbiologen Herman Lundborg vorgestellt, der aus ihm nicht schlau wird, aber vorsichtshalber eine Sterilisation vornimmt.
Es stellt sich heraus, dass der junge Gangster mit dem Koffer dem kriminellen Bikerclub Never Again angehört. Das Geld wird von einem Gangsterboss auf Bali erwartet. Der örtliche Anführer, der die Verfolgung wegen einer elektronischen Fußfessel nicht selbst übernehmen kann, schickt einen weiteren seiner Handlanger. Die beiden Alten merken am nächsten Morgen, dass der Gangster im Kühlraum erfroren ist. Sie beschließen, die Leiche unter Mitnahme des Geldkoffers zu entsorgen.
Rückblende 3:
Allan arbeitet in einer Kanonengießerei. Sein spanischer Kollege Esteban überredet ihn zur Teilnahme am Spanischen Bürgerkrieg, wo Esteban allerdings sofort erschossen wird. Allan rettet zufällig General Franco das Leben und wird von diesem auf ein Fest eingeladen.
Allan und Julius transportieren die Leiche des jungen Mannes auf einer Draisine und stecken sie dann in eine Übersee-Transportkiste mit Ziel Djibouti. Sie gehen zu Fuß weiter und laden sich am nächsten Kiosk bei dem entschlussunfähigen Langzeitstudenten Benny als Anhalter ein. Der Handlanger hört einen Fahndungsaufruf im Radio: Die Polizei vermutet, der Bikerclub habe Allan entführt. 
Rückblende 4:
Das Geschenk von Franco, ein goldener Prunkrevolver, tauscht Allan gegen eine Arbeitserlaubnis in New York. Als Kellner des Manhattan-Projekts gibt er, dank seiner Erfahrung mit Sprengstoffen, Robert Oppenheimer den entscheidenden Tipp zur Konstruktion der Atombombe (Gun-Design). Dadurch wird er ein enger Freund des Vizepräsidenten und späteren Präsidenten Harry S. Truman. Wieder in Stockholm, wird Allan zu einem Abendessen mit schwedischen Regierungsbeamten geschleppt. Ein sowjetischer Physiker, Popov, überredet ihn, den Sowjets beim Bau der Atombombe zu helfen, und entführt ihn in einem U-Boot.
Benny und die beiden Alten landen auf dem Hof von Gunilla nebst der von ihrem Exfreund aus einem Zirkus befreiten Elefantendame Sonja. Plötzlich taucht dieser Ex auf, ein Bruder des zweiten Handlangers des Never-Again-Clubs. Um ihn loszuwerden, tut Gunilla so, als sei sie mit Benny zusammen.
Rückblende 5:
Durch unvorsichtige Bemerkungen über Franco bei einem informellen Treffen zieht Allan Stalins Zorn auf sich, wird verhaftet und kommt in ein Gulag-Arbeitslager, wo er Albert Einsteins fiktiven und sehr beschränkten Zwillingsbruder Herbert kennenlernt. Nach einiger Zeit gelingt beiden ein spektakulärer Ausbruch mit Hilfe einer Handgranate.
Der Never-Again-Handlanger erfährt von Gunillas Ex den Aufenthaltsort von Allan, wird jedoch bei dem Versuch, den Koffer zu erbeuten, von der aufgeschreckten Elefantendame Sonja zerquetscht. Die Freunde verstecken die Leiche im Kofferraum seines Autos. Wütend schneidet der Anführer seine Fußfessel ab und macht sich selbst auf die Suche.
Rückblende 6:
In Paris nimmt Allan zusammen mit Herbert an einem Empfang in einer Botschaft teil und entlarvt dabei einen hochrangigen russischen Spion. Daraufhin wird er von der CIA angeworben. Er bittet Popov um Hilfe und lernt dessen Sohn Oleg kennen. Allan wird zum Doppelagenten. Gorbatschow versteht eine zufällig entstandene Tonaufnahme einer Bemerkung Reagans über eine Gartenmauer, die stehenbleiben soll, falsch und beschließt, die (Berliner) Mauer selbst niederreißen zu lassen, um Reagan zu ärgern.
Oleg, der mittlerweile ein Logistik-Unternehmen besitzt, bietet Allan eine Evakuation per Flugzeug an. Auf dem Weg zum Landeplatz werden sie vom „Never Again“-Anführer überholt. Er versucht sie mit seinem Wagen zu stoppen, unterschätzt jedoch den Bremsweg eines großen Busses mit Elefant und wird überrollt, worauf er dauerhaft sein Gedächtnis verliert. Da die vier Freunde nicht wissen, wohin sie fliegen sollen, fragen sie spaßeshalber ihn, und er sagt geistesabwesend „Bali“. Oleg lässt die Freunde nach Bali fliegen, wo sie zufällig vom wutschnaubenden Empfänger des Geldes gesehen werden. Weil auch dessen Fahrer fassungslos auf Allan und den Koffer starrt, kollidieren sie mit einem entgegenkommenden LKW, worauf ihr Wagen explodiert. 
Am Schluss sind die vier Freunde mit Sonja am Strand auf Bali. Allan beginnt, Julius seine Lebensgeschichte zu erzählen, während Benny zum ersten Mal im Leben eine Entscheidung trifft und zu Gunilla geht, um ihr seine Liebe zu gestehen.

## Einspielergebnis
Der Film spielte in den Kinos weltweit rund 51 Millionen US-Dollar ein, davon eine Million US-Dollar in den USA.

## Rezeption
Der Film erhielt gemischte bis positive Kritiken. Auf der Website Rotten Tomatoes erhielt der Film 70 % positive Bewertungen. Die deutschen Kritiken waren überwiegend positiv, während der Film international teilweise kritischer bewertet wurde.

„Nach Jonas Jonassons Weltbestseller inszeniert der Schwede Felix Herngren mit Komiker-Ass Robert Gustafsson in der Hauptrolle ein aberwitziges Roadmovie mit skurrilen Figuren, das nicht nur die Weltgeschichte umschreibt, sondern auch so richtig zu Herzen geht …“

„Der Film läuft Gefahr die Gleichgültigkeit, mit der der unsympathische Titelheld auf das Chaos um ihn reagiert, auch auf seine Zuschauer zu übertragen, insbesondere auf jene, die den speziellen Humor der schwedischen Komödie nicht verstehen […]. ‚Der Hundertjährige, der aus dem Fenster stieg und verschwand‘ ist ein langatmiger Witz, der weder lustig noch ernst gemeint ist.“

„Ständig stolpert die Gangsterkomödie in Rückblenden über die Anekdoten des Jahrhundertschelms. Zwischen dem tatterigen Allan, der dank der Maske verblüffend an Martin Walser erinnert, dem hemdsärmligen Julius (Iwar Wiklander), dem schüchternen Benny (David Wiberg) und der kernigen Gunilla (Mia Skäringer) kommt denn auch nie die nötige Gruppendynamik für eine anarchistische Sause auf. All die irrwitzigen Ideen wirken bloß maßvoll makaber, der schwarze Humor ist nur matt grundiert. Jonas Jonasson bietet Einfälle für zwei Filme, Felix Herngrens Kino zeigt sich von dieser Fülle völlig überfordert.“

„Es wirkt wie ein lächerlicher ‚Forrest Gump‘ mit Elementen aus ‚Zelig‘, nur überzogen mit Peniswitzen, Slapstick-Spielereien und Witzen mit Elefantendung.“

„Als Mischung aus ‚Zelig‘ und ‚Forrest Gump‘ präsentiert sich Herngrens gelungene Literaturverfilmung, die das ausufernde, erzählerische Dickicht der Vorlage gelichtet hat, ohne den Geist von Jonassons Roman zu beschädigen. Dabei betont der Film mehr die dramatischen Momente der Geschichte und spielt die komödiantischen Elemente ohne aufdringliche Verstärkereffekte aus.“

Die behördliche Deutsche Film- und Medienbewertung (FBW) hat dem Film das Prädikat „besonders wertvoll“ zuerkannt. Die Jurybegründung in Auszügen: „In der Adaption des Bestsellers von Jonas Jonasson wird geschickt die Lebensgeschichte des Titelhelden mit dessen letztem Abenteuer verwoben und auf beiden Ebenen ist die Geschichte voller skurriler Figuren, irrwitziger Zufälle und Explosionen … Dabei entsteht der Humor fast immer aus den absurden Situationen und nicht, weil die Figuren der Zeitgeschichte zu Karikaturen werden. Auch dadurch ist der Film trotz der vielen Leichen, die Allens Weg pflastern, nie brutal, denn erzählt wird stets aus seiner Perspektive, und er bleibt hundert Jahre lang im Grunde unschuldig, weil er mit den großen Augen eines Kindes durch sein Leben stolpert … Der Komiker Robert Gustafsson spielt ihn dann auch nicht als eine Witzfigur, sondern als einen im Grunde sanften Toren, der durch seine Ignoranz unverwundbar wird. Felix Herngren ist eine kongeniale Adaption des Bestsellers gelungen. Trotz der Fülle an Episoden, Figuren und Spielorten zerfällt er nie in seine Einzelteile, sondern wirkt wie aus einem Guss.“

## Auszeichnungen
Im Rahmen der Oscarverleihung 2016 wurden Love Larson und Eva von Bahr für ihre Mitwirkung am Film in der Kategorie Bestes Make-up und Beste Frisuren für einen Oscar nominiert.